# Renate Stauf
Renate Stauf (* 23. März 1949) ist eine deutsche Literaturwissenschaftlerin. Sie hatte von 1999 bis 2020 eine Professur für Neuere Deutsche Literatur an der Technischen Universität Braunschweig inne.

## Akademischer Werdegang
Renate Stauf studierte von 1978 bis 1983 Germanistik, Geschichte und Pädagogische Psychologie an der Justus-Liebig-Universität Gießen. Von 1984 bis 1986 erhielt sie ein Promotionsstipendium der Studienstiftung des deutschen Volkes. 1987 wurde sie Wissenschaftliche Mitarbeiterin am Institut für Neuere Deutsche Literatur der Justus-Liebig-Universität und Schriftleiterin der Germanisch-Romanischen Monatsschrift. Im Jahr 1989 promovierte sie bei Conrad Wiedemann mit der Arbeit Justus Mösers Konzept einer deutschen Nationalidentität. Mit einem Ausblick auf Goethe. Die Arbeit wurde mit dem Preis der Justus-Liebig-Universität Gießen für die beste Dissertation des akademischen Jahres ausgezeichnet. Von 1989 bis 1996 war Renate Stauf als Wissenschaftliche Assistentin am Institut für Deutsche Philologie, Allgemeine und Vergleichende Literaturwissenschaft an der Technischen Universität Berlin tätig. 1997 habilitierte sie sich hier mit der Arbeit Der problematische Europäer. Heinrich Heine im Konflikt zwischen Nationenkritik und gesellschaftlicher Utopie.
Von 1999 bis 2020 lehrte Renate Stauf als ordentliche Professorin für Neuere deutsche Literatur am Institut für Germanistik an der Technischen Universität Braunschweig. Seit 2002 ist sie ordentliches Mitglied der Klasse für Geisteswissenschaften in der Braunschweigischen Wissenschaftlichen Gesellschaft (BWG). Ebenso ist sie Mitglied des Vorstands der Lessing-Akademie Wolfenbüttel, Mitglied des Lessing-Kuratoriums des Freistaates Sachsen sowie Mitglied in der Jury zur Verleihung des Wilhelm Raabe-Literaturpreises.
Von 2000 bis 2008 war Renate Stauf Mitherausgeberin der Germanisch-Romanischen Monatsschrift (GRM), von 2009 bis 2020 Hauptherausgeberin dieser komparatistischen Fachzeitschrift.

## Forschungsschwerpunkte
Renate Staufs Hauptarbeitsgebiete betreffen die Deutsche Literatur des 18. und 19. Jahrhunderts, die Literatur, Ästhetik und Geschichte der Aufklärung, der Klassik und Romantik und des Vormärz. Zu ihren Forschungsschwerpunkten zählen die Heinrich Heine-Forschung, die nationale Stereotypenforschung im europäischen Vergleich und die kulturgeschichtlich und komparatistisch ausgerichtete Brief- und Liebesbriefforschung (Liebesbriefkultur seit dem späten 17. Jahrhundert bis in die Gegenwart der E-Mail-Kommunikation). Zudem war Stauf am Aufbau einer internationalen Forschungsgruppe zu Ästhetik, Emotion und Geschlecht in der Moderne beteiligt.

## Veröffentlichungen

### Monografien
- Justus Mösers Konzept einer deutschen Nationalidentität. Mit einem Ausblick auf Goethe, Niemeyer Verlag, Tübingen 1991.
- Der problematische Europäer. Heinrich Heine im Konflikt zwischen Nationenkritik und gesellschaftlicher Utopie, Winter Verlag, Heidelberg 1997.
- Heinrich Heine. Gedichte und Prosa, Erich Schmidt Verlag, Berlin 2010.
- Poetische Zeitgenossenschaft. Heine-Studien, Winter Verlag, Heidelberg 2015.

### Herausgeberschaft
- Kulturelle Konfigurationen. Conrad Wiedemann zum 65. Geburtstag. Gemeinsam mit Cord-Friedrich Berghahn. Winter Verlag, Heidelberg 2002.
- Weltliteratur. Eine Braunschweiger Vorlesung I. Gemeinsam mit Cord-Friedrich Berghahn. Verlag für Regionalgeschichte, Bielefeld 2004.
- Aspekte der Romantik in Europa. Ein deutsch-italienisches Symposion. Gemeinsam mit Cord-Friedrich Berghahn. Winter Verlag, Heidelberg 2005.
- Conrad Wiedemann: Grenzgänge. Studien zur europäischen Literatur und Kultur. Gemeinsam mit Cord-Friedrich Berghahn. Winter-Verlag, Heidelberg 2005.
- Weltliteratur II. Eine Braunschweiger Vorlesung. Gemeinsam mit Cord-Friedrich Berghahn. Verlag für Regionalgeschichte, Bielefeld 2005.
- Johann Gottfried Herder: Europäische Kulturtheorie zwischen historischer Eigenart und globaler Perspektive. Gemeinsam mit Cord-Friedrich Berghahn. Winter Verlag, Heidelberg 2007.
- Bausteine der Moderne. Eine Recherche. Gemeinsam mit Cord-Friedrich Berghahn. Winter Verlag, Heidelberg 2007.
- Der Liebesbrief. Schriftkultur und Medienwechsel vom 18. Jahrhundert bis zur Gegenwart. Gemeinsam mit Annette Simonis und Jörg Paulus. Verlag de Gruyter, Berlin  2008.
- Umstrittene Postmoderne. Lektüren. Gemeinsam mit Andrea Hübener und Jörg Paulus. Winter Verlag, Heidelberg 2010.
- SchreibLust. Der Liebesbrief im 18. und 19. Jahrhundert. Gemeinsam mit Jörg Paulus, De Gruyter Verlag, Berlin 2013.
- Wechselwirkungen. Die Herausforderung der Künste durch die Wissenschaften. Gemeinsam mit Cord-Friedrich Berghahn, Winter Verlag, Heidelberg 2014.